# روبرت مانينغ (مهندس)
روبرت مانينغ (22 أكتوبر 1816 – 9 ديسمبر 1897) هومهندس هيدروليكي أيرلندي اشتهر بإنشاء صيغة مانينغ.
وُلد مانينغ في نورماندي بفرنسا، لأب جندي قاتل العام السابق في معركة واترلو. في عام 1826 انتقل إلى وترفورد بأيرلندا وعمل محاسبًا.
في عام 1846، خلال عام المجاعة الكبرى، جُند مانينغ في قسم الصرف الصحي التابع لمكتب الأشغال العامة [الإنجليزية] الأيرلندي. بعد أن عمل رسامًا لبعض الوقت، عُين مهندسًا مساعدًا لصمويل روبرتس في وقت لاحق من ذلك العام. في عام 1848، أصبح مهندس المقاطعة، وهو المنصب الذي شغله حتى عام 1855. بصفته مهندسًا في المنطقة، قرأ «رسالة في علم السوائل المتحركة» (بالفرنسية: Traité d'Hydraulique)‏ بقلم يوبيسون دي فواسون، وبعد ذلك طور اهتمامًا كبيرًا بعلم حركة السوائل.
من عام 1855 إلى عام 1869، عُين مانينغ من قبل ماركيز داونشاير، بينما كان يشرف على بناء ميناء خليج دوندرم [الإنجليزية] في أيرلندا وصمم نظام إمداد بالمياه لبلفاست. بعد وفاة ماركيز عام 1869، عاد مانينغ إلى مكتب الأشغال العامة الأيرلندي مساعدًا لكبير المهندسين. ثم صار بنفسه كبير المهندسين في عام 1874، وهو المنصب الذي شغله حتى تقاعده عام 1891. في عام 1866 حصل على ميدالية تيلفورد [الإنجليزية] من قبل معهد المهندسين المدنيين عن ورقته البحثية «حول... تدفق المياه من الأرض في منطقة وودبرن بالقرب من كاريكفِرجس».
توفي في منزله في دبلن في 9 ديسمبر 1897 ودُفن في مقبرة جبل جيروم [الإنجليزية]. كان قد تزوج من ابنة عمه الثانية سوزانا جيبسون في عام 1848، وأنجب منها سبعة أطفال على قيد الحياة، أحدهم، ويليام مانينغ، والذي كان أيضًا مهندسًا. كانت ابنته الثانية الرسامة ماري روث مانينغ [الإنجليزية](1853-1930).

## صيغة مانينغ
لم يتلق مانينغ أي تعليم أو تدريب رسمي في ميكانيكا الموائع أو الهندسة. أثرت خلفيته المحاسبية والبراغماتية على عمله ودفعته لتقليل المشكلات إلى أبسط أشكالها. قارن وقيم سبع صيغ معروفة في ذلك الوقت لتدفق المياه في القناة: دو بوا [الإنجليزية] (1786)، إيتلوين (1814 [الإنجليزية])، فايسباخ (1845)، سانت فينس (1851)، نيفيل (1860)، دارسي وبازين (1865)، وجانغويليت وكوتر (1869). قام بحساب السرعة التي حصل عليها من كل معادلة بمنحدر معين وبأنصاف أقطار هيدروليكية متفاوتة من 0.25 م إلى 30 م. ثم، لكل حالة، وجد القيمة المتوسطة للسرعات السبع وطور معادلة تناسب البيانات بشكل أفضل.
كانت الصيغة الأولى الأكثر ملاءمة هي التالية:
{\displaystyle V=32\left[RS\left(1+R^{1/3}\right)\right]^{1/2}}
ثم قام بتبسيط هذه الصيغة على النحو التالي:
{\displaystyle V=CR^{x}S^{1/2}}
في عام 1885، أعطى مانينغ {\displaystyle x} قيمة 2/3 وكتب صيغته كالتالي:
{\displaystyle V=CR^{2/3}S^{1/2}}
في رسالة إلى فلامان، صرح مانينغ أن: «يتوافق مقلوب C بشكل وثيق مع n، كما حدده غانغويليت وكوتر؛ كلا من C و n ثابتان للقناة نفسها.»
في 4 ديسمبر 1889، اقترح مانينغ، عن عمر يناهز 73 عامًا، صيغته لأول مرة على معهد المهندسين المدنيين (أيرلندا). ظهرت هذه الصيغة في عام 1891، في مقال كتبه بعنوان «حول تدفق المياه في القنوات والأنابيب المفتوحة»، نُشر في معاملات معهد المهندسين المدنيين (أيرلندا).
لم ترق مانينغ معادلته لسببين: أولاً، كان من الصعب في تلك الأيام تحديد الجذر التكعيبي لرقم ثم تربيعه للوصول إلى رقم مرفوع إلى القوة 2/3. بالإضافة إلى ذلك، كانت المعادلة غير صحيحة من حيث الأبعاد، ومن أجل الحصول على صحة الأبعاد، طور المعادلة التالية:
{\displaystyle V=C(gS)^{1/2}\left[R^{1/2}+\left({\dfrac {0.22}{m^{1/2}}}\right)\left(R-0.15m\right)\right]}
أين {\displaystyle m} = «ارتفاع عمود من الزئبق يوازن الغلاف الجوي» و {\displaystyle C} كان رقمًا بلا أبعاد «يختلف باختلاف طبيعة السطح».
ومع ذلك، في بعض الكتب المدرسية في أواخر القرن التاسع عشر، كتبت صيغة مانينغ على النحو التالي:
{\displaystyle V=\left({\dfrac {1}{n}}\right)R^{2/3}S^{1/2}}
أدى كينغ (1918) من خلال «دليل علم السوائل المتحركة» إلى الاستخدام الواسع النطاق لصيغة مانينغ كما نعرفها اليوم، بالإضافة إلى قبول معامل مانينغ {\displaystyle C} يجب أن تكون المعاملة بالمثل مع كوتر {\displaystyle n} .
في الولايات المتحدة الأمريكية، يشار إلى {\displaystyle n} باسم عامل الاحتكاك مانينغ، أو ثابت مانينغ. وفي أوروبا، يستخدم معامل ستريكلر {\displaystyle K} وهو نفس معامل مانينغ {\displaystyle C}.

## روابط خارجية
- تاريخ صيغة مانينغ